# Pedro Suárez de Figueroa
Pedro Suárez de Figueroa fue un noble castellano fallecido en 1512, hijo del primer señor de Feria, Gómez I Suárez de Figueroa y de Elvira Lasso de la Vega; era un hermano menor de Lorenzo Suárez de Figueroa, primer conde de Feria.
En las disputas existentes entre Fernando el Católico y el rey consorte Felipe el Hermoso, los Suárez de Figueroa tomaron parte por Fernando, llegando Pedro Suárez de Figueroa a ser camarero del infante Fernando, hermano castellano del futuro Carlos I de España. Y aunque el infante Fernando llegaría a ser emperador a la muerte de su hermano como Fernando I de Habsburgo, fue un duro revés para los intereses de los Suárez de Figueroa el nombramiento de Carlos como rey.

## Matrimonio y descendencia
Contrajo matrimonio con Blanca de Sotomayor, hija de Fernando de Sotomayor, señor de Botova, y de Mencía Vázquez de Goes. Ambos otorgaron testamento el 22 de junio de 1474, fundando el mayorazgo de Arcos para el cuarto hijo, Lorenzo. Fueron padres de:
- Gómez Suárez de Figueroa «el Ronco», señor de Barcarrota, esposo de Isabel de Moscoso (también llamada Isabel de Mosquera), hija de Vasco de Mosquera y de Isabel de Quijada. Una hija de este matrimonio, Blanca de Sotomayor, contrajo matrimonio con Alonso de Hinestrosa y Vargas y fueron padres de Garcilaso de la Vega, el padre del Inca Garcilaso de la Vega;
- Hernando de Sotomayor, señor de Botova, casado con Ana de Silva, con descendencia;
- Garcilaso de la Vega, Comendador Mayor de León, señor de Arcos, casado con Sancha de Guzmán, señora de Batres, y padres del célebre poeta, Garcilaso de la Vega;
- Leonor de la Vega, señora de Alconchel por su matrimonio con Gutierre de Sotomayor;
- Lorenzo Suárez de Mendoza, señor de Arcos y embajador en Venecia; y
- Mencía Laso de la Vega, monja profesa en el Convento de Santa Clara, Zafra.